# Nové Podhradí (Černá Voda)
Nové Podhradí (do roku 1948  Nový Kaltštejn, niem. Neu-Kaltenstein, Neukaltenstein, Neu Kaltenstein)) – wieś (osada), część gminy Černá Voda, położona w kraju ołomunieckim, w powiecie Jesionik, w Czechach.